# Vila Lageado
Vila Lageado é um bairro localizado no distrito do Jaguaré, na zona oeste da cidade brasileira de São Paulo. Pertencente a subprefeitura da Lapa. O bairro fica localizado do lado direito da Avenida Corifeu de Azevedo Marques sentido Osasco. Sua características são de prédios e sobrados de classe média. O local possui uma quantidade razoável de comércio de bairro.  No bairro se localiza a Paróquia São Francisco de Assis, a principal entidade católica do Distrito do Jaguaré.